# Julien El-Farès
Julien El-Farès (* 1. Juni 1985 in Aix-en-Provence) ist ein französischer Radrennfahrer.

## Karriere
2006 gewann Julien El-Farès eine Etappe der Tour des Pyrénées. 2009 gewann er eine Etappe und die Sprintwertung von  Tirreno–Adriatico sowie die Gesamtwertung der Tour de Wallonie. Im Jahr darauf entschied er eine Etappe der Tour Méditerranéen für sich. Bis 2013 bestritt er einmal die Vuelta a España und dreimal die Tour de France. Bei der Tour 2010 belegte er Rang 27.

## Erfolge
2006
- eine Etappe Tour des Pyrénées

2009
- eine Etappe und Sprintwertung Tirreno–Adriatico
- Gesamtwertung Tour de Wallonie

2010
- eine Etappe Tour Méditerranéen

2019
- Punktewertung Tour du Limousin

## Grand-Tour-Platzierungen
| Grand Tour            | 2009 | 2010 | 2011 | 2012 | 2013 | 2014 | 2015 | 2016 | 2017 | 2018 | 2019 |
| --------------------- | ---- | ---- | ---- | ---- | ---- | ---- | ---- | ---- | ---- | ---- | ---- |
| Giro d’ItaliaGiro     | –    | –    | –    | –    | –    | –    | –    | –    | –    | –    | –    |
| Tour de FranceTour    | –    | 27   | 38   | –    | 81   | –    | –    | –    | –    | –    | –    |
| Vuelta a EspañaVuelta | 49   | –    | –    | –    | –    | –    | –    | –    | –    | –    | –    |

## Teams
- 2006 Cofidis-Le Crédit par Téléphone (Stagiaire)
- 2007 Cofidis-Le Crédit par Téléphone (Stagiaire)
- 2008 Cofidis-Le Crédit par Téléphone
- 2009 Cofidis, le Crédit en Ligne
- 2010 Cofidis, le Crédit en Ligne
- 2011 Cofidis, le Crédit en Ligne
- 2012 Team Type 1-Sanofi
- 2013 Sojasun
- 2014 La Pomme Marseille 13
- 2015 Marseille 13 KTM
- 2016 Delko Marseille Provence KTM
- 2017 Delko Marseille Provence KTM
- 2018 Delko Marseille Provence KTM
- 2019 Delko Marseille Provence